# Wereldkampioenschap halve marathon 2000
Het wereldkampioenschap halve marathon 2000 vond plaats op 12 november 2000. Het was de negende keer dat de IAAF een wedstrijd organiseerde met als inzet de wereldtitel op de halve marathon. De wedstrijd vond plaats in de Mexicaanse stad Veracruz.
In totaal namen 182 atleten (waarvan 121 mannen en 61 vrouwen) uit 52 landen deel. Voor zowel de mannen als de vrouwen werd naast een individueel klassement ook een teamklassement samengesteld. De klassering van een land werd berekend aan de hand van de totaaltijd van de drie snelste lopers van dit land.

## Uitslagen

### Mannen

#### Individueel
| rang | deelnemer                           | tijd         |
| ---- | ----------------------------------- | ------------ |
| 1    | KEN Paul Tergat                     | 1:03.47      |
| 2    | TAN Phaustin Baha Sulle             | 1:03.48      |
| 3    | ETH Tesfaye Jifar                   | 1:03.50      |
| 4    | KEN Joseph Kimani                   | 1:03.52      |
| 5    | KEN David Ruto                      | 1:03.59      |
| 6    | KEN John Gwako                      | 1:04.16      |
| 7    | TAN Zebedayo Bayo                   | 1:04.25      |
| 8    | ESP Óscar Fernández                 | 1:04.25      |
| 9    | ITA Marco Mazza                     | 1:04.26      |
| 10   | ALG Noureddine Betim                | 1:04.40      |
| 11   | JPN Toshiyuki Hayata                | 1:04.55      |
| 12   | ETH Seid Ibrahim                    | 1:05.19      |
| 13   | MEX Faustino Reynoso                | 1:05.34      |
| 14   | ETH Gemechu Kebede                  | 1:05.36      |
| 15   | BEL Koen Allaert                    | 1:05.41      |
| 16   | ETH Mohammed Awdl                   | 1:05.51      |
| 17   | USA Clint Verran                    | 1:05.56      |
| 18   | JPN Satoshi Irifune                 | 1:06.08      |
| 19   | RSA George Mofokeng Pule            | 1:06.12      |
| 20   | RSA Bethuel Netshifhefhe            | 1:06.18      |
| 21   | BEL Guy Fays                        | 1:06.21      |
| 22   | FIN Jussi Utriainen                 | 1:06.25      |
| 23   | COL Diego Colorado                  | 1:06.27      |
| 24   | BEL Christian Nemeth                | 1:06.33      |
| 25   | POR João Lopes                      | 1:06.33      |
| 26   | BRA Telles de Souza José            | 1:06.37      |
| 27   | MAR Elarbi Khattabi                 | 1:06.43      |
| 28   | BEL Ronny Ligneel                   | 1:06.49      |
| 29   | FRA Mohammed Serbouti               | 1:07.01      |
| 30   | ESP Antoni Peña                     | 1:07.11      |
| 31   | MEX Fidencio Torres                 | 1:07.15      |
| 32   | ITA Migidio Bourifa                 | 1:07.17      |
| 33   | MAR Mustapha Errebbah               | 1:07.19      |
| 34   | MAR Rachid Bensalem                 | 1:07.23      |
| 35   | FIN Janne Holmén                    | 1:07.32      |
| 36   | ITA Daniele Caimmi                  | 1:07.38      |
| 37   | AUS Andrew Letherby                 | 1:07.38      |
| 38   | JPN Jun Shida                       | 1:07.41      |
| 39   | COL Herder Vasquez                  | 1:07.55      |
| 40   | RSA Motsehi Moeketsane              | 1:07.58      |
| 41   | AUS Scott Westcott                  | 1:08.04      |
| 42   | FRA Stéphane Hannot                 | 1:08.08      |
| 43   | AUS Shaun Creighton                 | 1:08.12      |
| 44   | MAR Abdelhadi Habassa               | 1:08.16      |
| 45   | ALG Amar Dehbi                      | 1:08.17      |
| 46   | MEX Andrés Espinosa                 | 1:08.23      |
| 47   | NZL Dale Warrender                  | 1:08.31      |
| 48   | ESP Iván Sánchez                    | 1:08.36      |
| 49   | BEL Frederic Collignon              | 1:08.45      |
| 50   | ALG Saïd Belhout                    | 1:08.46      |
| 51   | BLR Zaryslav Gapeyenko              | 1:08.57      |
| 52   | GBR Matthew Vaux-Harvey             | 1:09.20      |
| 53   | ITA Denis Curzi                     | 1:09.36      |
| 54   | LES Paul Moqhali Thabiso            | 1:09.46 (PB) |
| 55   | COL Alvaro Neuta                    | 1:09.47      |
| 56   | USA Teddy Mitchell                  | 1:09.48      |
| 57   | USA Todd Reeser                     | 1:09.52      |
| 58   | CRC Johnny Loria                    | 1:09.58      |
| 59   | CAF Ernest Ndjissipou               | 1:10.13      |
| 60   | ALG Abdelkrim Benzai                | 1:10.21      |
| 61   | FRA Brahim El Ghazali               | 1:10.33      |
| 62   | BLR Uladzimir Tsiamchk              | 1:10.41      |
| 63   | SWZ Siphesihle Mdluli               | 1:10.43      |
| 64   | RSA Makhosonke Fika                 | 1:11.08      |
| 65   | BOL Antonio Condori Marco           | 1:11.21      |
| 66   | AUS Patrick Carroll                 | 1:11.28      |
| 67   | CRO Ivica Škopac                    | 1:11.40      |
| 68   | BRA Leonardo Vieira Guedes          | 1:11.49      |
| 69   | RWA Dieudonné Disi                  | 1:11.52      |
| 70   | GBR Nick Wetheridge                 | 1:12.00      |
| 71   | ESA Ronald Arias                    | 1:12.04      |
| 72   | USA Jeffrey Campbell                | 1:12.06      |
| 73   | CZE Jiri Hnilicka                   | 1:12.23      |
| 74   | GUA Juan Ramos                      | 1:13.02      |
| 75   | BRA Elisvaldo Rodrigues de Carvalho | 1:13.27      |
| 76   | CRO Drago Paripovic                 | 1:13.28      |
| 77   | PAN Simón Alvarado                  | 1:13.30      |
| 78   | LES Percy Sephoda                   | 1:13.42      |
| 79   | BLR Andriy Hardzeyeu                | 1:13.52      |
| 80   | SEY Simon Labiche Antoine           | 1:14.15      |
| 81   | GBR Nicholas Jones                  | 1:14.23      |
| 82   | LES Tau Khotso                      | 1:14.54      |
| 83   | KGZ Leonid Pykhteyev                | 1:15.12      |
| 84   | PUR Edwin Medina                    | 1:15.25      |
| 85   | ARU Kim Reynierse                   | 1:15.58      |
| 86   | JPN Tatsumi Morimasa                | 1:16.19      |
| 87   | CRO Nedeljko Ravic                  | 1:16.35      |
| 88   | GUA Gonzalo Iquite Saban            | 1:16.50      |
| 89   | TKM Parahatgeldi Kurtgeldiev        | 1:17.04      |
| 90   | YEM Khaled Al-Atashi                | 1:17.11      |
| 91   | ARU Freddy Nystad                   | 1:17.36      |
| 92   | HKG Lun Lee Kar                     | 1:18.11      |
| 93   | UZB Khasanboy Rakhimov              | 1:18.19      |
| 94   | YEM Mohammed Al-Khalani             | 1:18.36      |
| 95   | UZB Vasiliy Medvedev                | 1:19.40      |
| 96   | TJK Djamched Rasulov                | 1:20.04      |
| 97   | TJK Sergey Zabavski                 | 1:22.25      |
| 98   | ARU Richard Rodriguez               | 1:24.32      |
| 99   | TJK Chokirjon Irmatov               | 1:30.35      |
| 100  | YEM Fuad Ubad                       | 2:55.54      |
|      | ALG Azzedine Sakhri                 | DNF          |
|      | USA Jerry Lawson                    | DNF          |
|      | GUA Fermin Sequen                   | DNF          |
|      | KEN Philip Rugut                    | DNF          |
|      | ARM Hayk Khojumyan                  | DNF          |
|      | RSA Aaron Gabonewe                  | DNF          |
|      | FRA Ali Ouadih Moulay               | DNF          |
|      | KGZ Arkadii Nikitin                 | DNF          |
|      | FRA Abdellah Béhar                  | DNF          |
|      | MEX David Galván                    | DNF          |
|      | UZB Evgeniy Nujdin                  | DNF          |
|      | ARM Vahagn Hovanesyan               | DNF          |
|      | BOL Ivan Condori Marco              | DNF          |
|      | ITA Giuliano Battocletti            | DNF          |
|      | KGZ Denis Bagrev                    | DNF          |
|      | BRA Israel dos Anjos                | DNF          |
|      | RWA Joseph Nsengiyumva              | DNF          |
|      | MEX Enrique Montiel                 | DNF          |
|      | ARU Alvin Ras                       | DNF          |
|      | ECU Manuel Peñaherrera              | DNS          |
|      | ECU Nestor Quinapanta               | DNS          |
|      | ECU Franklin Tenorio                | DNS          |

#### Team
| rang | team     | deelnemers                                                   |
| ---- | -------- | ------------------------------------------------------------ |
| 1    | Kenia    | Paul Tergat (1e) Joseph Kimani (4e) David Ruto (5e)          |
| 2    | Ethiopië | Tesfaye Jifar (3e) Seid Ibrahim (12e) Gemechu Kebede (14e)   |
| 3    | België   | Koen Allaert (15e) Guy Fays (21e) Christiano Nemeth (24e)    |
| 4    | Japan    | Toshiyuki Hayata (11e) Satoshi Irifune (18e) Jun Shida (38e) |
| 5    | Italië   | Marco Mazza (9e) Migidio Bourifa (32e) Daniele Caimmi (36e)  |

### Vrouwen

#### Individueel
| rang | deelnemer                  | tijd    |
| ---- | -------------------------- | ------- |
| 1    | GBR Paula Radcliffe        | 1:09.07 |
| 2    | KEN Susan Chepkemei        | 1:09.40 |
| 3    | ROU Lidia Slavuteanu-Simon | 1:10.24 |
| 4    | JPN Mizuki Noguchi         | 1:11.11 |
| 5    | KEN Pamela Chepchumba      | 1:11.33 |
| 6    | ROU Mihaela Botezan        | 1:11.52 |
| 7    | ROU Cristiana Pomacu       | 1:12.06 |
| 8    | JPN Yukiko Okamoto         | 1:12.20 |
| 9    | JPN Yasuko Hashimoto       | 1:12.54 |
| 10   | USA Milena Glusac          | 1:13.53 |
| 11   | RUS Lydia Grigoryeva       | 1:14.26 |
| 12   | NOR Stine Larsen           | 1:14.39 |
| 13   | RUS Galina Aleksandrova    | 1:15.02 |
| 14   | BRA Selma Cândida dos Reis | 1:15.16 |
| 15   | NED Wilma van Onna         | 1:15.17 |
| 16   | JPN Fumi Murata            | 1:15.52 |
| 17   | ETH Aster Bacha            | 1:15.52 |
| 18   | ESP Luisa Muñoz María      | 1:15.54 |
| 19   | GBR Sarah Young-Wilkinson  | 1:15.55 |
| 20   | ETH Abeba Tolla            | 1:15.59 |
| 21   | DEN Gitte Karlshøj         | 1:16.01 |
| 22   | RUS Zinaida Semyonova      | 1:16.13 |
| 23   | USA Kristin Beaney         | 1:16.20 |
| 24   | ESP Rocío Ríos             | 1:16.25 |
| 25   | DEN Annemette Jensen       | 1:16.26 |
| 26   | RSA Carlien Cornelissen    | 1:16.27 |
| 27   | ETH Meseret Kotu           | 1:16.29 |
| 28   | FRA Hafida Gadi            | 1:16.45 |
| 29   | NZL Shireen Crumpton       | 1:16.48 |
| 30   | RUS Silvia Skvortsova      | 1:16.57 |
| 31   | ROU Alina Tecuta-Gherasim  | 1:17.16 |
| 32   | POL Dorota Gruca-Giezek    | 1:17.27 |
| 33   | MEX Margarita Tapia        | 1:17.34 |
| 34   | CZE Jana Klimesová         | 1:18.06 |
| 35   | USA Shelly Steely          | 1:18.50 |
| 36   | RSA Theresa du Toit        | 1:19.15 |
| 37   | MEX Maria Rodriguez Dulce  | 1:19.23 |
| 38   | RSA Sibongile Ngcongwane   | 1:19.44 |
| 39   | ETH Leila Aman             | 1:19.49 |
| 40   | MEX Liliana Merlo          | 1:19.58 |
| 41   | ROU Nuta Olaru             | 1:20.00 |
| 42   | USA Kelly Keeler           | 1:21.51 |
| 43   | ALG Souad Aït Salem        | 1:22.33 |
| 44   | ISR Nili Avramski          | 1:22.58 |
| 45   | GBR Andrea Green           | 1:24.53 |
| 46   | RSA Catherine Maapela      | 1:27.08 |
| 47   | PUR Lourdes Cruz           | 1:27.59 |
| 48   | CRO Kristinka Markovic     | 1:29.11 |
| 49   | GUA Elsa Monteroso         | 1:30.30 |
| 50   | GUA Angelina Turcios       | 1:30.57 |
| 51   | GUA Herlinda Xol           | 1:32.09 |
| 52   | CRO Tizana Pavicic         | 1:33.45 |
| 53   | CRO Slavica Brcic          | 1:38.33 |
| 54   | TKM Anna Markelova         | 1:41.58 |
|      | GAB Josiane Aboungono      | DNF     |
|      | NCA Omara Loza             | DNF     |
|      | PUR Sandra Arroyo          | DNF     |
|      | TKM Leyla Dzhumayeva       | DNF     |
|      | RSA Louisa Leballo         | DNF     |
|      | MEX Adriana Fernández      | DNF     |
|      | USA Kelly Cordell          | DNF     |
|      | ECU Wilma Guerra           | DNS     |

#### Team
| rang | team             | deelnemers                                                              |
| ---- | ---------------- | ----------------------------------------------------------------------- |
| 1    | Roemenië         | Lidia Slavuteanu-Simon (3e) Mihaela Botezan (6e) Cristiana Pomacu (7e)  |
| 2    | Japan            | Mizuki Noguchi (4e) Yukiko Okamoto (8e) Yasuko Hashimoto (9e)           |
| 3    | Rusland          | Lydia Grigoryeva (11e) Galina Aleksandrova (13e) Zinaida Semenova (22e) |
| 4    | Ethiopië         | Aster Bacha (17e) Abeba Tolla (20e) Meseret Kotu (27e)                  |
| 5    | Verenigde Staten | Milena Glusac (10e) Kristin Beaney (23e) Shelly Steely (35e)            |

1992 · 
1993 · 
1994 · 
1995 · 
1996 · 
1997 · 
1998 · 
1999 · 
2000 · 
2001 · 
2002 · 
2003 · 
2004 · 
2005 · 
2006 · 
2007 · 
2008 · 
2009 · 
2010 ·
2012 ·
2014 ·
2016 ·
2018